# Anomalipes
Anomalipes ("anomální noha") byl rod malého teropodního dinosaura z čeledi Caenagnathidae. Tento dinosaurus žil v období pozdní křídy (asi před 74 miliony let) na území dnešní provincie Šan-tung v Číně (souvrství Wang-ši, resp. souvrství Sin-ke-čuang). Zkameněliny tohoto dinosaura (částečně zachovaná kostra zadní končetiny) byly formálně popsány v březnu roku 2018. Jediným známým druhem je A. zhaoi. Holotyp představuje malého cénagnatidního teropoda, který byl zřejmě lovcem menších obratlovců nebo všežravcem.

## Paleoekologie
Anomalipes žil ve stejných ekosystémech jako obří kachnozobí dinosauři druhu Shantungosaurus giganteus nebo jako obří tyranosauridní teropodi druhu Zhuchengtyrannus magnus.